# Ford Versailles
Ford Versailles – samochód osobowy klasy średniej produkowany pod amerykańską marką Ford w latach 1991 – 1996.

## Historia i opis modelu

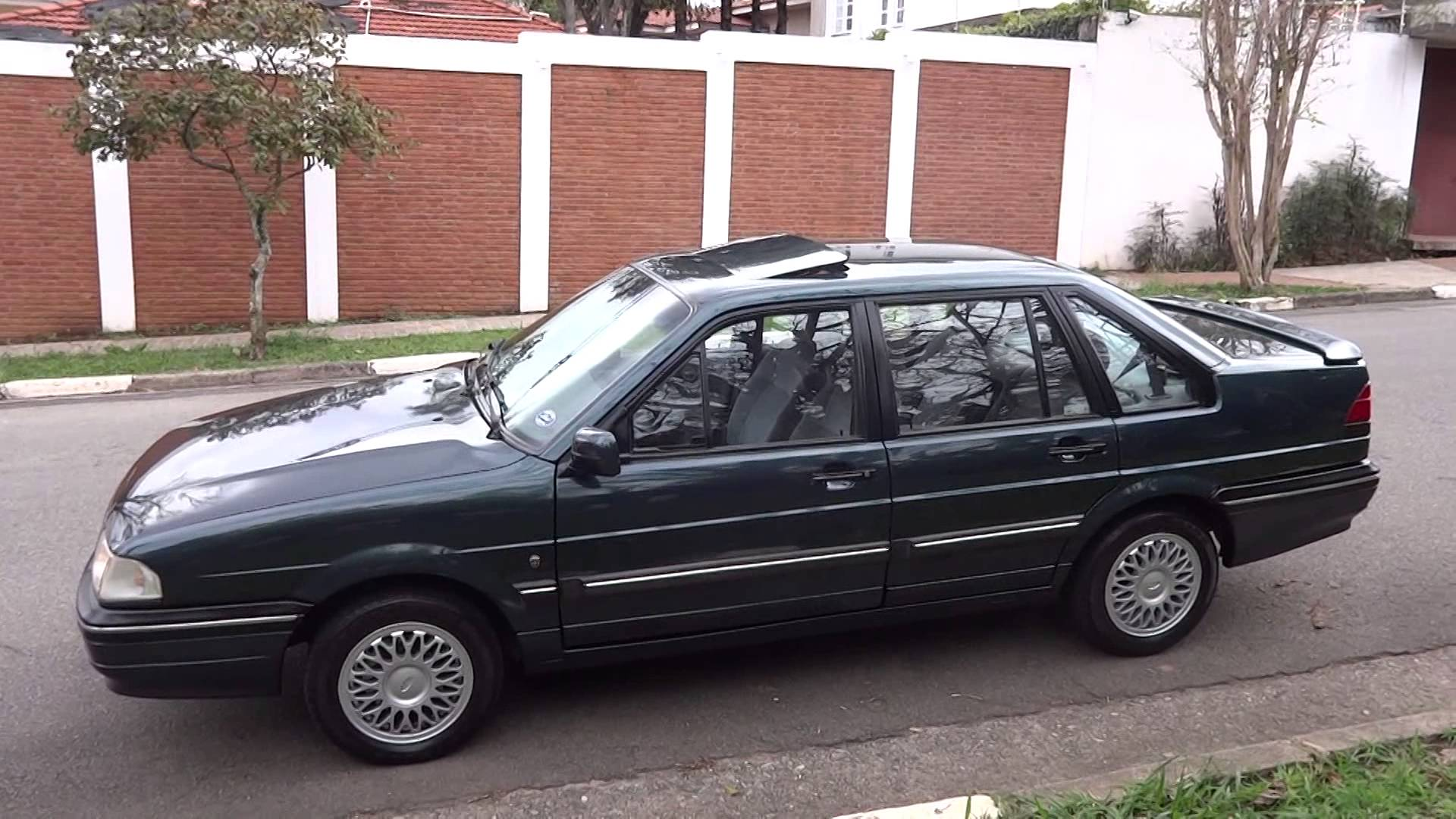
Ford Versailles - profil

W 1991 roku brazylijski oddział Forda przedstawił nowy model klasy średniej, który zastąpił dotychczas produkowaną linię modelową Del Rey. 
Ford Versailles został opracowany w ramach istniejącej na przełomie lat 80. i 90. XX wieku w Ameryce Południowej spółki Autolatina, która była wynikiem zakrojonej na szeroką skalę współpracy amerykańskiego koncernu z niemieckim Volkswagenem. Versailles był bliźniaczą wersją modelu Volkswagen Santana, różniąc się od niego wyglądem pasa przedniego, a także tylnego. 
Trwająca 5 lat produkcja zakończyła się w 1996 roku. Z powodu rozwiązania lokalnego sojuszu Forda z Volkswagenem, następcą Versailles został importowany z Europy model Mondeo.

### Royale
Na bazie Forda Versailles zostało zbudowane także kombi o innej nazwie Ford Royale, które dostępne było zarówno w wariancie 3, jak i 5-drzwiowym i było bliźniaczym modelem względem Volkswagena Quantum.

### Silnik
- L4 1.6l EA113
- L4 1.8l EA113